# Сребро Данов
Сребрен (Сребро) Василев Данов е български просветен деец от Македония.

## Биография
Сребро Данов е роден в 1869 година в костурското село Загоричани, тогава в Османската империя. В 1896 година завършва педагогика в Йенския университет. Защитава докторат в Ерланген, Германия. През учебната 1900 – 1901 година е директор на Серското българско педагогическо училище
Заминава за София, където е учител в Първа софийска мъжка гимназия и в Софийската девическа гимназия.
Участва в Първата световна война като поручик, домакин на полска болница и дивизионен лазарет.